# Trogloraptoridae
Trogloraptoridae é uma pequena família monotípica de aranhas araneomorfas que inclui apenas o género Trogloraptor, também monotípico, que tem como única espécie Trogloraptor marchingtoni, grandes aranhas encontradas nas cavernas do sudoeste do Oregon. Estas aranhas são predominantemente de coloração amarelo-acinzentadas com uma envergadura máxima de pernas de 7,6 cm. São notáveis por terem garras em forma de gancho nos últimos segmentos das pernas.